# Loja (provincie Granada)
Loja je město nacházející se v autonomním společenství Andalusie v provincii Granada ve Španělsku. Žije zde přibližně 21 tisíc obyvatel.

## Partnerská města
- Ermont, Francie[2]
- Fes, Maroko
- Loja, Ekvádor
- Sabadell, Španělsko